# 布莱克布鲁克
布莱克布鲁克（英語：Black Brook）是美国纽约州克林顿县的一个镇，地处克林顿县西南部，同时位于普拉茨堡西南。2010年美国人口普查时，该镇有1497人。布莱克布鲁克镇建于1839年，是以流经此地的一条溪流的名字命名的。